# قانون التواقيع

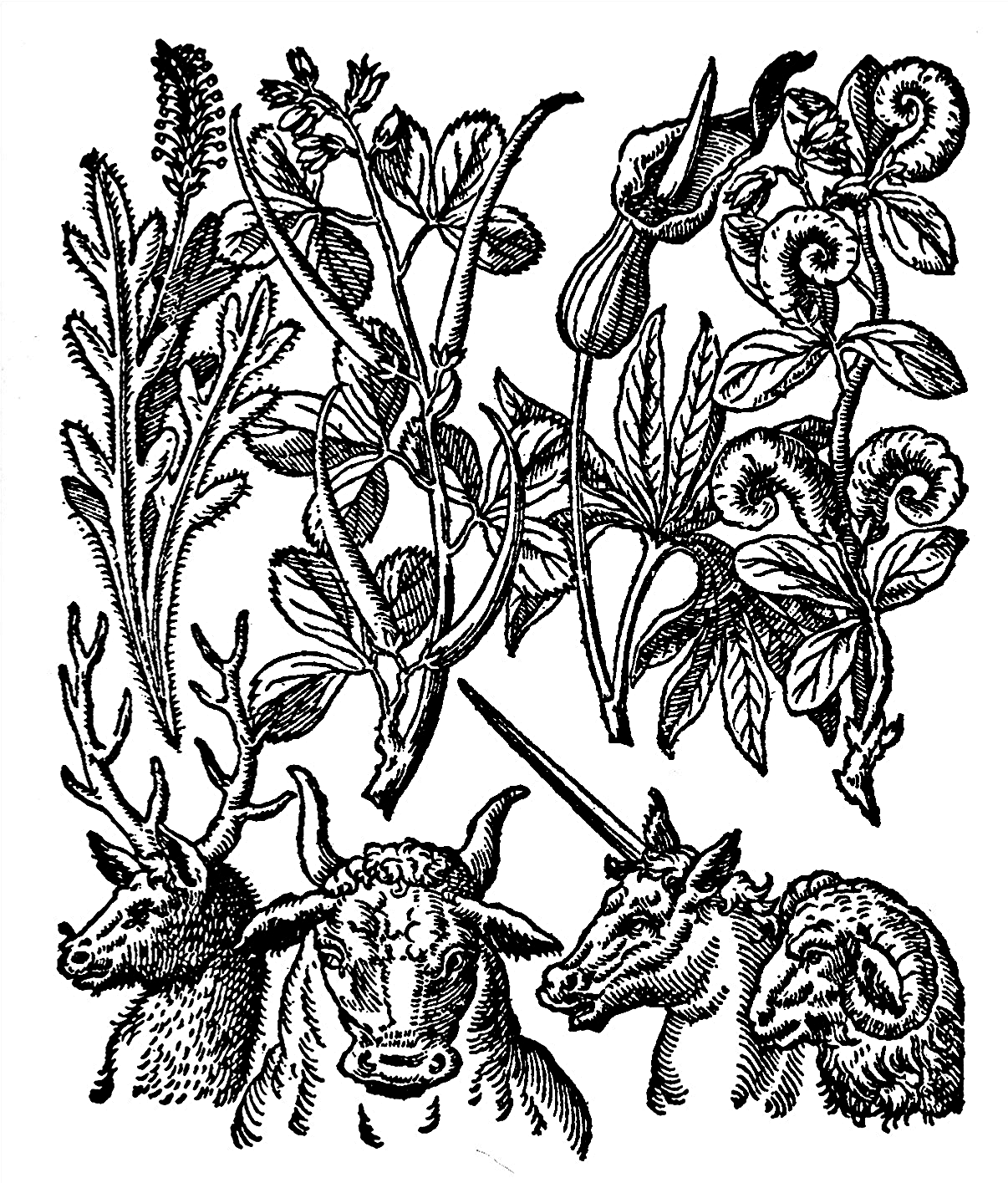

قانون التواقيع، والذي يرجع إلى زمن ديسقوريدوس وجالينوس، ينص على أن الأعشاب التي تمثل أعضاء مختلفة من الجسم يمكن أن يستخدمها المداوون بالأعشاب لمعالجة أمراض تلك الأعضاء من الجسم. كان التفسير اللاهوتي -كما اقترح علماء النبات أمثال وليام كولز- أن الإله كان يريد أن يظهر للبشر ما يمكن للنباتات أن تكون مفيدة في علاجه.
يُعد هذا اليوم علمًا زائفًا، وقد أدى إلى العديد من الوفيات والأمراض الشديدة. فالزراوند على سبيل المثال كان يستخدم على نطاق واسع لحالات الحمل، وهو مسبب للسرطان ومؤذٍ جدًّا للكلى؛ بسبب محتواه من حمض الأريستولوشيك (مشتق من الجذرين اليونانيين: أريستوس وتعني الأفضل، ولوشيلا وتعني ولادة الطفل). تحتوي العديد من النباتات على كيماويات سامة لا يظهر مفعولها مباشرةً، أو لا يسهل ربطه بالنبتة بدل عوامل أخرى؛ وذلك كوسيلة حماية من الافتراس.

## خلفية تاريخية
طور براكيلسوس (1493-1541) المفهوم، إذ كتب أن «الطبيعة تعلم كل ما ينمو... وفق منفعته العلاجية»، وتبعه جيامباتيستا ديلا بورتا في كتابه فيتوغنومونيكا (1588).
نشرت كتابات يعقوب بوم (1575-1624) فكرة قانون التواقيع. فقد اقترح أن الله قد ميز الأشياء بعلامة أو «توقيع» وفقاً لغرضها. فاعتُقد أن النباتات التي تحمل أجزاء تشبه أجزاء جسد الإنسان أو الحيوان أو الأشياء الأخرى تحمل نفعاً لتلك الأجزاء من الحيوانات والأجسام. ويمكن للتوقيع أحياناً أيضاً أن يكون محدداً بالبيئة والموقع المحدد الذي ينمو فيه النبات. سمى كتاب بوم 1621 توقيع كل الأشياء القانون باسمه الذي عرف به. يستخدم الفيلسوف والطبيب الإنكليزي السيد توماس براوني في محاضرته حديقة سايروس 1658 نمط الصليب الخماسي (الكوينكونكس) كنموذج أصلي لقانون التواقيع يتخلل تصميم الحدائق والبساتين، وعلم النبات والعالم الأكبر على العموم.
افترض عالم النباتات ويليام كولز (1626-1662) أن الله كان قد سخر «الأعشاب لاستخدام البشر وأنه أعطاها تواقيع محددة يمكن أن يقرأ البشر بواسطتها استخداماتها». ذكرت كتب كولز فن التبسيط وآدم في عدن أن عين الجمل كانت جيدة في معالجة أمراض الرأس لأنها في رأيه: «تحاكي توقيع الرأس بشكل مثالي». وكتب عن عشبة العرن (عشبة القديس يوحنا): «الثقوب الصغيرة التي في أوراق نبتة القديس يوحنا الممتلئة تشبه كل ثقوب الجلد؛ وبالتالي فهي نافعة لكل الجروح والإصابات التي يمكن أن تحدث هناك».
وضع مبرر لاهوتي لهذه الفلسفة: «من المنطقي أن القادر على كل شيء يجب أن يكون قد وضع آيات للدلالة على وسائل العلاج المتنوعة في علاج المرض الذي خلقه».

بالنسبة لمن يرى من منظور أواخر العصور الوسطى، كان العالم الطبيعي زاخرًا بتجليات الإله: «كما في السماء، كذلك على الأرض»، وهو مبدأ هرمسي يعبر عنه كعلاقة بين العالم الأكبر والعالم الأصغر؛ يصاغ المبدأ بالعبارة كذا في الأرض (باللاتينية: secut in terra). عبر ميشيل فوكو عن استخدام أوسع لقانون التواقيع، قدم فيه تشبيهًا أكثر واقعية وإقناعًا مما يبدو لعين معاصرة:
«حتى نهاية القرن السادس عشر، لعب التشبيه دوراً استدلالياً في المعرفة في الثقافة الغربية. إنه التشابه الذي قاد بشكل كبير تفسير وتأويل النصوص، إنه التشابه الذي نظم دور الرموز، وجعل معرفة الأشياء المرئية وغير المرئية أمرًا ممكنًا، وتحكم بفن تمثيلها».

### تواقيع بعض النباتات التي استخدمت في الأعشاب الطبية
عُرف مفهوم التواقيع في العديد من الأسماء الشائعة لبعض النباتات التي تأخذ أشكالاً وألواناً تذكّر اختصاصيي الأعشاب الطبية بأجزاء من الجسم كانوا يعتقدون أنها تفيد في معالجتها، وكأمثلة:
- نبات العين الساطعة، يستخدم في إصابات العين.
- عشبة التحوط، اعتُقد أن لها خصائص مضادة للإنتان.
- حشيشة الكبد، استخدمت في معالجة الكبد.[6]
- عشبة الرئة، استُخدمت في معالجة إصابات الرئتين.[7]
- عشبة الطحال استُخدمت في علاج أمراض الطحال.[8]
- عشبة الأسنان، استُخدمت في معالجة الأسنان.

يمكن إيجاد مفاهيم مشابهة لدساتير التواقيع في الطب الشعبي ولدى سكان المناطق الأصليين، وفي الطب البديل المعاصر.